# Kostendach
Das Kostendach legt eine Preis-Obergrenze fest, z. B. auf Grund eines Angebotes eines Unternehmers. Die genauen Bedingungen können in einem Werkvertrag festgelegt werden.

## Abrechnung
„Der Kostendachpreis ist der maximale Preis, den der (Kunde) für die im Werkvertrag vereinbarte Leistung bezahlen muss.“ Wenn es zwischen den Parteien vertraglich vereinbart wurde, kann z. B. wie folgt abgerechnet werden. Zuerst werden die Kosten nach effektivem Aufwand ermittelt. Danach ergeben sich folgende zwei Möglichkeiten:
1. Liegt der effektive Aufwand über dem vertraglichen Kostendach, wird als Abrechnungssumme der Betrag des Kostendaches verrechnet. Den Betrag, welcher über dem Kostendach liegt, muss der Unternehmer auf seine Kosten übernehmen.
2. Liegen die Kosten unter dem Kostendach, wird, wenn vertraglich nichts anderes abgemacht wurde, die Differenz von effektivem Aufwand und Kostendach-Betrag zu je 50 % von Auftragnehmer und Auftraggeber übernommen.

Dazu ein Beispiel:
|                                                                                | Betrag    |
| ------------------------------------------------------------------------------ | --------- |
| Kostendach                                                                     | 100.000,– |
| effektiver Aufwand                                                             | 90.000,–  |
| Differenzbetrag                                                                | 10.000,–  |
| Kostenaufteilung Auftraggeber/Unternehmer je (Differenzbetrag geteilt durch 2) | 5.000,–   |
| Auftraggeber bezahlt Unternehmer                                               | 95.000,–  |